# Shenzhou 16
Shenzhou 16 – załogowy lot statku kosmicznego typu Shenzhou w ramach chińskiego programu kosmicznego. Piąta załogowa misja w ramach budowy chińskiej stacji kosmicznej Tiangong.

## Załoga

### Podstawowa
- Jing Haipeng (4) – dowódca
- Zhu Yangzhu (1)
- Gui Haichao (1)